# الحرب التونسية الطرابلسية
الحرب التونسية الطرابلسية (1794-1795) هي حرب أعلنتها تونس بقيادة حمودة باشا على إيالة طرابلس بقيادة علي برغل قصد تنصيب يوسف القره مانلي كحاكم على الإيالة.

## الخلفية
كانت إيالة طرابلس في أواخر حكم علي باشا القره مانلي تعيش حالة من الفوضى وانعدام الأمن، فشكى عدد من أهالي الإيالة إلى السلطان العثماني، و لما سمع يوسف القره مانلي (ابن علي باشا) بهذه الشكوى خشي أن يأتي ضابط فيفتك منهم الولاية، فراسل عدد من القبائل طالبا منهم مساندهته للوصول للحكم وعزل والده من الحكم فوافقوا وجمعوا عدد من المحاربين وأتوا مع يوسف باشا لحصار طرابلس. و قد كان داي الجزائر حينها يساهم في إرساء الفوضى قصد إحداث شوشرة على حدود تونس الجنوبية وإضعاف تركيز هذه الأخيرة على حدودها الغربية، وأما هذا التدخّل قرر حمودة باشا إرسال عدد من الجند لطرابلس قصد إحلال السلام و في 26 جويلية 1793 أرسل السلطان سليم الثالث باشا يسمى علي برغل باشا و معه 400 مسلح وقرر خلع علي باشا القرة مانلي وتنصيب علي برغل بدلا منه على رأس ولاية طرابلس، أراد علي باشا مفاوة برغل لكن أمام قوة العثمانيين قرر علي صحبة أبناءه يوسف وأخوه أحمد القره مانلي إضافة إلى عدد من أنصار اللجوء إلى تونس عند حمودة باشا الذّي إستقبلهم وأسكنهم في إحدى قصوره.
لقد كان تعيين علي برغل واليا على طرابلس أثر كبير على حمودة باشا الذّي كان يخشى من أن هذا تعيين قد يؤثر سلبا على إستقلالية تونس، خصوصا أن علي برغل تقلّد عدّة مناصب عند داي الجزائر إضافة إلي تصريح هذا الأخير برغبته في الحصول على صفاقس و المنستير و سوسة و الحمامات من تونس. و بعد شعور علي برغل بالقوة بدأ في تحقيق مخطته التوسعي فقام أولا بالاستلاء على سفينة تونسية بها 28 مدفعا وطاقم يقدر بـ200 بحّار بعد أن أرست في ميناء طرابلس إضطراراو ثانيا قام بدعوة جند الترك بتونس للانضمام إليه فلبى العديد منهم هذه الدعوة. و يوم 30 سبتمبر 1794 حمل علي برغل حوالي 1000 جندي تركي في 7 مراكب بقيادة قاره محمد التركي وأرسلهم إلى جزيرة جربة التي قاموا بغزوها واحتلالها.

## أطوار الحرب
بعد التطوّرات التّي حصّلت واحتلال الطرابلسيون لجزيرة جربة أعلنت تونس يوم 2 نوفمبر 1794 الحرب على إيالة طرابلس, و في يومها إنطلقت محلّة من العاصمة تظم 20 ألف تونس بقيادة مصطفى خوجة و قد ضمت المحلة عسكر الترك ومدافع والمرازقية وفرسان العروش التونسية، وقد شارك في المحلة الأخوين يوسف وأحمد قاره مانلي.
و بعد إسترداد جربة إثر احتلال لم يدم أكثر من 58 يوماً، إخترقت القوات التونسية الحدود وتقدمت في الأراضي الطرابلسية وعسكرت على طول طريق رؤساء القبائل الموالية لأسرة القرمانلي المعزولة، ووصل الجيش الذي إزداد عدده حتى بلغ 30 ألف إلى طرابلس في 12 جانفي 1795، وإحتل مناطق أحواز العاصمة من الجهات الثلاث وحاصروها.
و في صبيحة 18 جانفي حاول علي برغل فك الحصار لكنه فشل .. فزحف الجيش التونسي وبدأ بقصف المدينة بالمدفعية، وعندما رأى علي برغل استحالة إستمراره بالمقاومة، صار يفكر في الهروب، وهو ما تمّ ليلة 18 و 19 جانفي 1795 بعد أن ملأ سفينتين بما سلبه من قلعة طرابلس وبعد أن ذبح جميع الرهائن والأسرى، أبحر هارباً نحو مصر.

## ما بعد الحرب
عندما رجع الجيش المنتصر إلى تونس، بعد أن أتم المهمة الموكلة إليه بكل نجاح وأرجع القرمانليين إلى عرشهم، ذهب الباي بنفسه لإستقبال قائد الحملة مصطفى خوجه تكريماً له وفتح خزائنه للعطايا، وأقيمت الأفراح والاحتفالات، حيث تصدق الباي بالأموال الوافرة على الفقراء والمحتاجين ابتهاجاً بيوم انتصاره الذي سجل خطوات إيجابية إلى الأمام في حفظ وتأكيد سيادة بلاده بالنسبة لثلاث قوى مُتسلطة، علي برغل وإسطنبول والجزائر في وقت واحد.

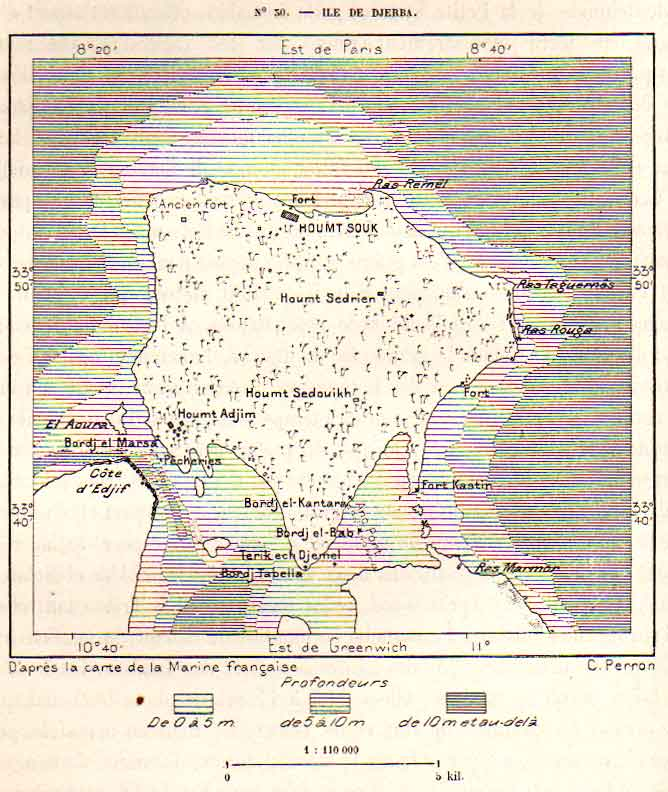
خريطة جزيرة جربة